# Steuler
Die Steuler Holding GmbH ist die Konzernobergesellschaft der Steuler-Unternehmensgruppe mit Hauptsitz in Höhr-Grenzhausen im Westerwald.
Die Steuler-Unternehmensgruppe beschäftigt sich mit industriellem Korrosionsschutz, Anlagenbau/Umwelttechnik und der Herstellung von Fliesen. Die Gruppe entwickelt, produziert und installiert korrosionsbeständige und feuerfeste Werkstoffe sowie Auskleidungsmaterialien für die Chemische Industrie, in Metallgewinnungsanlagen, in Kraftwerken und Sonderabfall-Verbrennungsanlagen (Müllverbrennung) sowie der Eisen- und Stahlindustrie.
Im Juli 2023 wurde für die Steuler Fliesengruppe AG beim zuständigen Amtsgericht ein Antrag auf Insolvenz in Eigenverwaltung gestellt.

## Geschichte
1908 entwickelte Georg Steuler den weltweit ersten säurebeständigen Kitt (Kaliwasserglaskitt) und legte damit den Grundstein für die Steuler Industriewerke (bis 2010). Die auf Basis dieses Kitts erbauten „Steuler-Türme“ ermöglichten erstmals die großtechnische Produktion von Salpeter- und Schwefelsäure. Im nächsten Entwicklungsschritt folgte die Herstellung feuerfester Erzeugnisse.
Heute zählt das Unternehmen zu den Anbietern für Materialentwicklungen und Auskleidungstechniken. Die Gruppe gehört weltweit zu den führenden Anbietern in den Bereichen Industrieller Korrosionsschutz und Anlagenbau / Umwelttechnik.
Im Jahr 2010 wurden Teile der Keramchemie Siershahn (ehemals KCH Group GmbH) in die Unternehmensgruppe integriert und man bündelte den Korrosionsschutzbereich unter der Neufirmierung STEULER-KCH GmbH.

## Standorte
Im Westerwald – zwischen Köln und Frankfurt – befinden sich drei Standorte der Gruppe in einem Umkreis von zehn Kilometern. In Höhr-Grenzhausen befindet sich der Hauptsitz der Holding in den historischen Werksgebäuden aus der Zeit der Firmengründung der Steuler-Industriewerke GmbH (bis 2010). Zusätzlich zu den Westerwälder Standorten in Siershahn und Höhr-Grenzhausen wurde im September 2015 ein dritter Standort in Mogendorf im Westerwald offiziell eröffnet. Seit dem Jahr 2017 gehört das Feuerfest-Werk in Breitscheid zur Steuler-Firmengruppe.

### Mogendorf
Der 7500 m² große Hallenbau im Gewerbegebiet der Verbandsgemeinde Mogendorf beherbergt die Produktion des Geschäftsbereiches Kunststoff-Technik der STEULER-KCH GmbH. In der 2500 m² großen Produktionshalle für den Apparatebau, einer 2500 m² großen Halle zum Rohrleitungsbau und einer 2500 m² großen Lagerhalle arbeiten 60 Mitarbeiter (Stand 2016). Es werden Kunststoffrohre und Kolonnen sowie Kunststoffbehälter gefertigt, die im Inneren aus korrosionsbeständigen Kunststoffen bestehen und Außen mit glasfaserverstärkten Kunstharzen ummantelt sind.
In das Werk investierte die Steuler-Gruppe zehn Millionen Euro und vertraute bei der Wahl des Standortes auf die gute Infrastruktur in der Region im Kannenbäckerland und die günstige Lage zwischen den beiden Unternehmenssitzen Höhr-Grenzhausen und Siershahn.

## Tochtergesellschaften

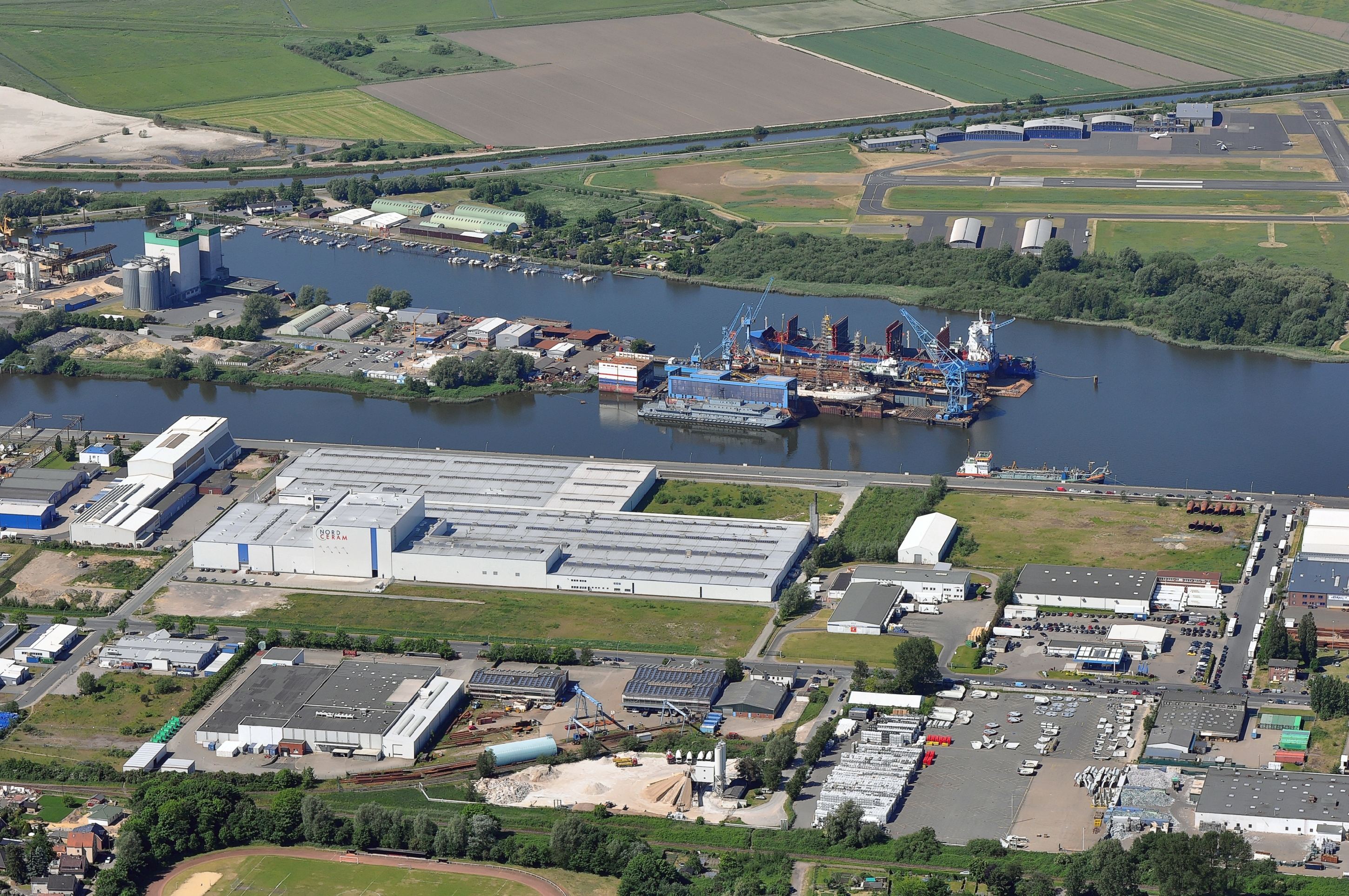
Standort Nordceram in Bremerhaven

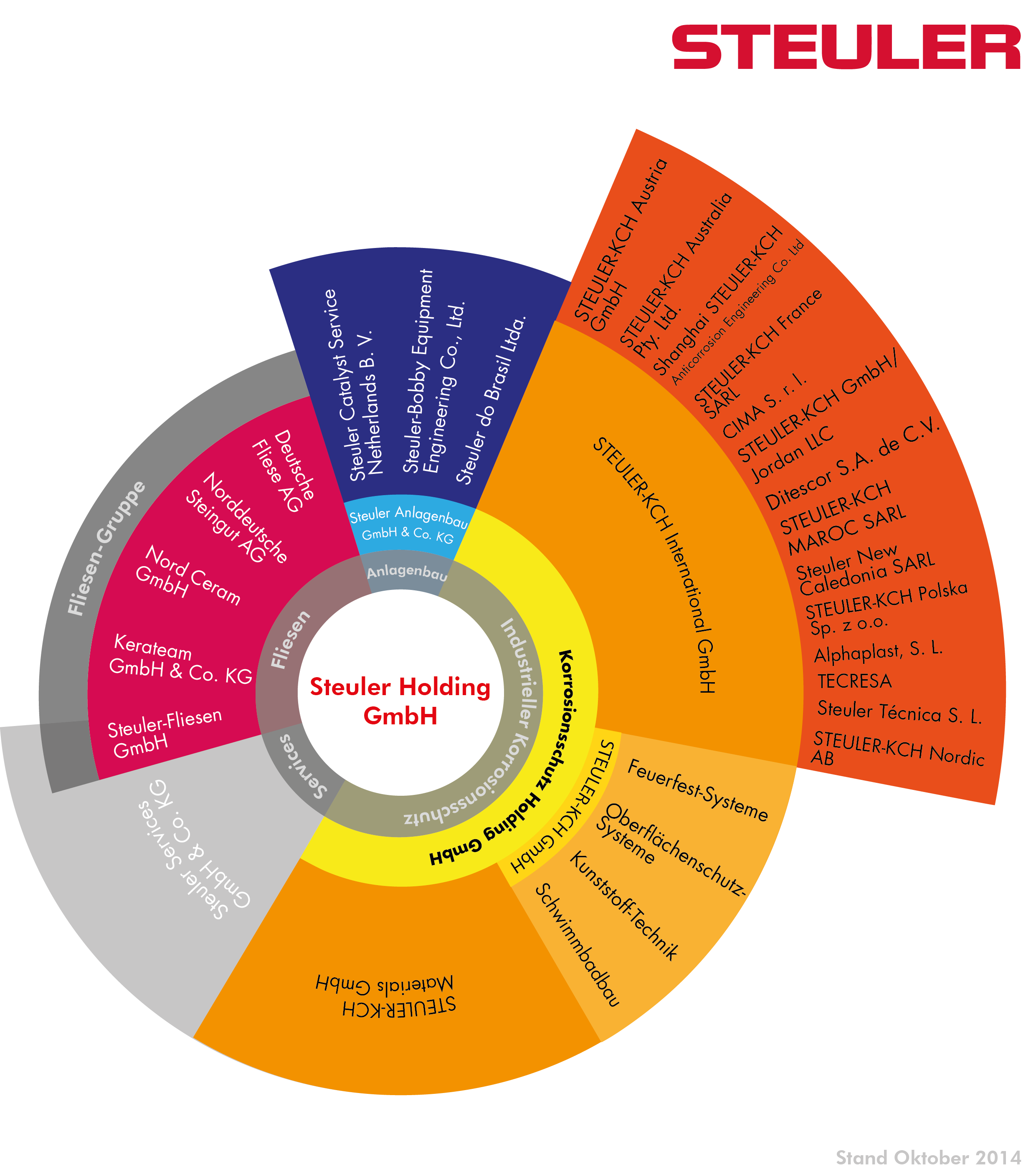
Unternehmensstruktur Steuler Holding 2014

Steuler hat circa 25 Tochtergesellschaften und Vertretungen mit insgesamt etwa 2.800 Mitarbeitern. Der Hauptsitz befindet sich in Höhr-Grenzhausen (Deutschland), daneben gibt es Standorte in Bremen, Bremerhaven, Breitscheid, Leisnig, Mogendorf, Mühlacker und Siershahn. Im Ausland ist die Gesellschaft mit Gesellschaften bzw. Niederlassungen z. B. in Niederlande, Polen, Frankreich, Spanien, Italien, Schweden, Marokko, Chile, Jordanien, China, Australien, Neukaledonien, Mexiko und Brasilien vertreten.
Am 16. Februar 2023 wurde der Vertrag geschlossen, mit dem die Steuler-Gruppe in drei Schritten bis 2024 gut 75 % der britische Ancorite Holdings Ltd. und deren Tochterunternehmen erwerben wird.

### Steuler-Fliesengruppe
Unter der Geschäftsführung von Georg Steuler wurde im Jahr 1917 eine Wandplattenfabrik in Mühlacker gekauft und ist heute als Steuler Fliesen Produktion GmbH bekannt.
Die Produktion umfasst eine Fläche von mehr als 13 Millionen Quadratmeter Wand-, Boden- und Dekorfliesen jährlich.
Die Steuler Fliesengruppe besteht aus Steuler Fliesen Produktion GmbH, der Norddeutschen Steingut (bis 2021), Kerateam Produktion GmbH & Co. KG und der Nordceram Produktion GmbH.
Die Werke der Steuler Fliesengruppe befinden sich in Mühlacker, Bremen, Bremerhaven und Leisnig.
Die Steuler Fliesengruppe exportiert seine Fliesen weltweit in 45 Länder, entwickelt die Kollektionen selbst oder arbeitet mit namhaften Designern zusammen, damit neue Fliesenserien entstehen.
Zu Beginn des Geschäftsjahres 2021 strukturiert sich die Norddeutsche Steingut AG um und führt die Geschäfte unter neuem Namen „Steuler Fliesengruppe AG“ weiter. Eine Umstrukturierung und Neuaufstellung der Steuler Fliesengruppe war notwendig geworden, um das Geschäft wieder wirtschaftlich nachhaltig betreiben zu können.

### Steuler Fliesen Produktion GmbH (bis 2021 Steuler-Fliesen GmbH)
Die Fliesen-Serie „LAPS“ von Steuler|design konnte 2013 den Preis für das „Produkt des Jahres 2013“ bei der Leserwahl der Zeitschrift „Fliesen & Platten“ gewinnen. 2012 erhielt das Unternehmen den „Interior innovation award 2012“ für die Fliesen-Serie „ORGANIC SENSE“.
Zuletzt gewann Steuler-Fliesen 2016 die Auszeichnung „Excellent Product Design – Bath and Wellness“ mit der Begründung: „Jede Fliese aus der Soft Glazes-Kollektion ist ein Unikat. Wie von Hand aufgetragen verlaufen die schimmernden Glasurschichten zart ineinander, wodurch geschmackvolle Pastelltöne modern und äußerst dekorativ in Szene gesetzt werden. Auf diese Weise entsteht ein einzigartig eleganter Schmuck für die Wand. Ein perfektes Zusammenspiel von Farbe, Form und Struktur“.

### Norddeutsche Steingut AG (bis 2021)
Die Norddeutsche Steingut AG mit Sitz in Bremen gehört nach der Übernahme der Aktienmehrheit am 1. Januar 2001 durch die Steuler-Industriewerke GmbH (ab 2010 Steuler Holding GmbH) der Steuler-Fliesen Gruppe an. Im Zusammenhang mit der Steuler-Fliesen Gruppe, bestehend aus den Unternehmen Steuler-Fliesen, Norddeutsche Steingut, Kerateam und NordCeram, exportiert die Norddeutsche Steingut AG in 45 Länder weltweit. Die Norddeutsche Steingut AG produziert keramischen Wand- und Bodenfliesen im Trockenpress-Verfahren. 2002 wurde in Bremerhaven, die Tochtergesellschaft NordCeram, der Norddeutschen Steingut AG gegründet.
Seit dem Geschäftsjahr 2021 Steuler Fliesengruppe AG.

### STEULER-KCH
Teile der ehemaligen Keramchemie (KCH) mit Hauptsitz in Siershahn Deutschland wurden im Jahr 2010 in die Steuler-Unternehmensgruppe integriert. Die Korrosionsschutz-Geschäfte laufen seitdem unter der Firmierung STEULER-KCH GmbH. Auch Säurebau-Tochtergesellschaften in Österreich, Polen, Italien und China wurden mit den bereits in Australien, Frankreich, Schweden, Spanien, Marokko und Mexiko vorhandenen Einheiten verbunden.
Hauptgebiet sind Behälter, Apparate und Sonderkonstruktionen aus glasfaserverstärktem Kunststoff. Heute ist STEULER-KCH spezialisiert auf Industrielle Auskleidungen, Apparatebau und Schwimmbadbau. Unter STEULER-KCH wurde im Jahr 2013 am Hauptsitz in Siershahn eine neue Montage- und Magazinhalle errichtet. Im Jahr 2015 ist eine weitere Produktionsstätte für das Geschäftsfeld Kunststoff-Technik in Mogendorf errichtet worden. An diesem Standort werden Behälter, Apparate und Rohrleitungssysteme vorwiegend aus Glasfaser (GFK) produziert.

### Anlagenbau
Steuler Anlagenbau ist eine Tochtergesellschaft der Steuler-Gruppe. Seit 1965 agiert der Anlagenbau als eigenständiger Geschäftsbereich mit seinem Standort in Höhr-Grenzhausen mit weltweiten Kooperationspartnern.
Der Steuler Anlagenbau konstruiert verschiedene Anlagensysteme, vereint mit Umwelttechnik.

#### Regenerations- und Abwassertechnik
Die Tochtergesellschaft konstruiert Regenerationsanlagen, welche stetig Wasser, Säuren, Laugen und Metalle aus Prozesslösungen aufbereiten und diese wieder in den Produktionsprozess zurückführen, so werden Betriebskosten nachhaltig gesenkt und auch eine Umweltbelastung wird vermieden.
Durch diese Systemmodule kann die benötigte Prozesstechnologie für den jeweiligen Bedarfsfall zukunftssicher auch hinsichtlich Reststoffanfall und Emissionswerten wirtschaftlich konzipiert und installiert werden.

#### Katalysatorentechnik
Die Katalysatorentechnik wird überwiegend in Gewächshäusern eingesetzt, hier werden die Abgase zur erneuten Gewinnung von CO2 genutzt. Seit 1980 werden SCR- und Oxidationskatalysatorsysteme entwickelt, mit denen die Schadstoffe NOx, CO, CHx und Dioxide in die natürlichen Bestandteile der Atmosphäre überführt werden.

#### Oberflächenbehandlung
Die von Steuler angewandte Oberflächentechnik dient zur chemischen, mechanischen oder auch galvanischen Vorbehandlung von Metalloberflächen. Hier wird im Prozess Säure verwendet, um Zunder und weitere Verschmutzungen auf Edelstahloberflächen zu entfernen, was zu einer Reduzierung von NOx führt.

## Sponsoringaktivitäten
Seit 2011 beteiligt sich Steuler an dem von der Bundesregierung initiierten Deutschlandstipendium und übernimmt die Patenschaft einer Studentin der WHU – Otto Beisheim School of Management. Das Deutschlandstipendium fördert Studierende mit einem monatlichen Geldbetrag. Eine Hälfte kommt vom Bund, die andere von privaten Stiftern.
Die Gruppe sponserte Ausstattung und Teilnahme einer Mitarbeiterin der Steuler Anlagenbau GmbH am Ironman auf Hawaii in den Jahren 2012 und 2015.